# SS Verfügungstruppe
SS Verfügungstruppe (SSVT) (hrvatski: Raspoložive trupe) utemeljen je kao borbena vojska NSDAP- 1934. Do 1940., ova postrojba SS-a bila je inkubator Waffen SS-a. 
Dana 17. kolovoza 1938. Adolf Hitler objavio je da SS-VT ne pripada ni policiji ni Wehrmachtu, nego da je zasebna postrojbe vojno istreniranih ljudi koji su odani Führeru u ratu i miru.

## Sastavljanje
SSVT osnovan je 24. rujna 1936. Nastao je iz raznih nacionalsocijalističkih i paravojnih postrojba, među kojima su i SS-ovi specijalni odredi (SS Sonderkommandos) te Stožerna straža (SS Stabswache). Novaci su bili obučeni da budu spremni na borbu prema propisima Hera. Postrojba je bila sastavljena kao SS Verfügungstruppe ("Raspoložive trupe", tj. postrojbe raspoložive Führeru). Postojanje SS Verfügungstruppea (poznatog kao SSVT) obznanjeno je javnosti 16. rujna 1935. 
SSVT je trenirao zajedno s Hitlerovom tjelesnom stražom, s Leibstandarte Adolf Hitler (LAH), koja je nakon 13. travnja 1934. postala poznata kao Leibstandarte SS Adolf Hitler (LSSAH). LSSAH je nastavio biti isključivo tjelesna straža i počasna straža do rata.
Do 1937. SS je podijeljen u tri grane: Allgemeine SS (Opći SS), SS Verfügungstruppe, i SS-Totenkopfverbände (SSTV), koji je držao administraciju u koncentracijskim logorima.
Vojne postrojbe, nad kojima je Heinrich Himmler imao zapovjedništvo na dan 1. rujna 1939. bile su:
- Hitlerova tjelohraniteljska postrojba- Leibstandarte SS Adolf Hitler, kojom je zapovjedao SS-Obergruppenführer[4] Josef "Sepp" Dietrich.
- Inspektorat Verfügungstruppea pod vodstvom SS-Gruppenführera Paula Haussera, koji je zapovjedao pukovnijama  Deutschland, Germania i Der Führer.
- Inspektorat koncentracijskih logora (Inspektion der Konzentrationslager) pod vodstvom SS-Gruppenführera Theodora Eickea, koji je stvorio četiri "Totenkopf" pukovnije i stvarao čuvare konc-logora iz SS-Totenkopfverbände. Te postrojbe će kasnije sačinjavati 3. SS diviziju "Totenkopf"[5] nakon zauzimanja Poljske, a u kolovozu 1940, nakon zauzimanja Poljske, postala je dijelom Waffen SS-a. "Totenkopf" postrojbe radije su nosile SSTV-ovu lubanju s prekriženim kostima, nego SSVT-ova "SS" runska slova.
- Uz navedene, postojala je i borbeno obučena, ne-SS-ovska policija, čiji je vođa bio SS-Obergruppenführer Kurt Daluege, a policija se zvala Ordnungspolizei. Ordnungspolizei odgovarao je Himmleru kao zapovjedniku Njemačke policije. Godine 1940. i Ordnungspolizei postat će divizija, poznata pod nazivom 4. SS policijska divizija. Divizija dolazi pod upravu Waffen SS-a u siječnju 1941., a u njegov sastav ulazi u veljači 1942.

## Rane operacije
Dijelovi SSVT-a služili su kao dio Wehrmachta za vrijeme prisvajanja Sudeta, Austrije i okupacije Čehoslovačke. Pukovnije SSVT-a, Deutschland i Germania zajedno s, tada pukovnijom, Leibstandarte sudjelovale su u invaziji na Poljsku, dok je pukovnija Der Führer (stvorena nakon Anschlussa u Austiji) ostala kao pričuva u Pragu. U rujnu 1939, miječana postrojba SSVT-a i Heera (vojske) djelovale su u operaciji pod nazivom Panzer-Division Kempf tijekom invazije na Poljsku. SSVT, zajedno uz vojsku borio se u Różanu, Modlinu, Łomżi i Kmiczynu. Divizija je otpuštena kod poljskog gradića Nidzice 7. listopada 1939.
Događaji tijekon invazije stvorili su sumnju oko borbene učikovitosti SSVT-a. Želja za borbom nije dolazila pod pitanje; ponekada su bili i previše željni borbe. OKW ili dulje Oberkommando der Wehrmacht (Vrhovno zapovjedništvo Oružanih snaga) izjavio je da se SSVT nepotrebno izložio riziku i ponašao nemarno, zadobivši veće gubitke od vojske. Također je OKW izjavio da su slabo obučeni i da su SSVT-ovi časnici nesposobni za zapovjedanje. SSVT je u svoju obranu izjavio da je njihova borba bila otežana jer su se borili dio po dio, a ne kao cijela formacija, i da su bili nepropisno opremljeni da bi učinili što se tražilo od njih. Heinrich Himmler inzistirao je da se SSVT-u dozvoli boriti u vlastitoj formaciji, pod svojim zapovjednicima, dok je OKW želio da se SSVT u cijelosti raspusti. Hitler, ne želeći uznemiriti ni vojsku ni Himmlera, bira treći put. Naredio je da SSVT napravi svoju diviziju, no da ta divizija bude pod vojnim zapovjedništvom.

## Razvoj Waffen SS-a
Na početku invazije na Poljsku, postojale su četiri pukovnije SS-a: Leibstandarte,  Deutschland, Germania i Der Führer. Kasnije su reorganizirane kao SS Verfügungs-Division, dok je Leibstandarte prerasla u motoriziranu brigadu. Postojala je i naoružana, ali slabo pripremljena postrojba Totenkopfstandarten; trećina ove postrojbe, zajedno s SS Heimwehrom  organizirani su u Diviziju "Totenkopf" pod zapovjedništvom Theodora Eickea. Četvrta, Polizei-Division, stvorena je od pripadnika Ordnungspolizeia. Ove su formacije sudjelovale u operaciji Fall Gelb protiv zemalja Beneluksa i Francuske 1940. 
Trupe SSVT-a prvi okršaj imaju u prvim danima napada, pred pad Rotterdama. Nakon što je grad zauzet, SSVT, zajedno s ostalim divizijama, prestiže francuske snage, okružuje ih i tako ih prisiljava da se vrate u Zeeland i Antwerp. Kasnije je SSVT čistio mala mjesta otpora na području koje je već okupirala njemačka vojska. 
SSVT preimenovan je u "Waffen SS" u govoru kojeg je održao Adolf Hitler u lipnju 1940.; 1. kolovoza Himmler je osnovao Kommandoamt der Waffen-SS  (Zapovjedni ured Waffen SS-a) u sklopu SS Führungshauptamt (FHA) kojeg je vodio Gruppenführer Hans Jüttner. Divizija Totenkopf i druge postrojbe SSTV-a stavljene su pod zapovjedništvo FHA-a.
U prosincu 1940., pukovnija Germania uklonjena je iz sastava Verfügungs-Divisiona i služila je kao kadar za stvaranje nove divizije, SS Germanije, koju su činili nordijski dobrovoljci s područja novoosvojenih područja, Danci, Norvežani, Nizozemci i Flamanci; uskoro je preimenovana u Wiking. Početkom 1941. Verfügungs-Division je preimenovana u "Reich" (1942. "Das Reich"), a Polizei-Division potpala je pod administraciju Waffen SS-a. Leibstandarte prerastao je u diviziju pred početak Barbarosse.
Kada su divizije Waffen SS-a, kasnije u ratu, dobile i redne brojeve, prve divizije, Leibstandarte, Das Reich, Totenkopf, Polizei i Wiking bile su SS-ove divizije od 1-5.